# 側近
側近（そっきん）とは、重要人物のそばにいる人のこと。

## 概要
重要人物のそばで仕えながら近くで行動をともにする人を指し、重要人物からの相談を受けることで、重要人物が決定する事項に影響力を及ぼすことがある。
同義・類義の言葉として、懐刀、右腕、片腕、参謀、軍師、女房役、知恵袋、相談役、ブレーンなどがある。
権力者の側近が実権を握っている政治のことを側近政治と呼ぶ。

## 側近として著名な人物等
- 山本勘助 - 武田信玄に対して[2]
- 石田三成 - 豊臣秀吉に対して
- 本多正信 - 徳川家康に対して
- 和田京平、仲田龍 - ジャイアント馬場に対して[3][4]
- 黒島亀人 - 山本五十六に対して[5]
- 直江兼続 - 上杉景勝に対して[6]
- セシル、ウォルシンガム、ダドリー - エリザベス1世に対して
- ベゾブラーゾフ - ニコライ2世に対して
- 朱徳、周恩来 - 毛沢東に対して
- 諸葛亮（孔明） - 劉備および劉禅に対して[7]
- 古田敦也 - 野村克也に対して（野村がヤクルトスワローズ監督時代）[8]
- 菅義偉、今井尚哉、北村滋 - 安倍晋三に対して[9][10][11]